# دنيس بيات
دنيس بيات (بالإنجليزية: Dennis Byatt)‏ هو لاعب كرة قدم بريطاني في مركز الدفاع، ولد في 8 أغسطس 1958. لعب مع نادي فولهام ونورثامبتون تاون.